# خفاش حنایی
خفاش حنایی یا خفاش ژفروآ (نام علمی: Nyctalus leisleri) گونه‌ای خفاش با جثه کوچک است که در بخش‌های گسترده‌ای از اروپا، شمال آفریقا، قفقاز، آناتولی، آسیای میانه، و بخش‌های مرکزی و زاگرس ایران زندگی می‌کند.
مشخصه این خفاش موهای متراکم با رنگ حنایی در پشت است. رنگ موهای زیر بدن روشن‌تر می‌شود و در کناره پرده دمی، موهایی پراکنده وجود دارند. طول بدنش در بخش سر و تنه میان ۷۹ تا ۱۰۰ میلی‌متر است و وزن آن به ۶ تا ۱۵ گرم می‌رسد.